# Jane Eyre (film fra 2011)
 For alternative betydninger, se Jane Eyre (flertydig). (Se også artikler, som begynder med Jane Eyre)
Jane Eyre er en amerikansk dramafilm fra 2011. Filmen er instrueret af Cary Fukunaga, og har Mia Wasikowska, Michael Fassbender, Jamie Bell og Judi Dench i hovedrollerne.
Filmen er en filmatisering af Charlotte Brontës roman af samme navn fra 1847.

## Medvirkende
- Mia Wasikowska som Jane Eyre
- Michael Fassbender som Edward Rochester
- Jamie Bell som St John Rivers
- Judi Dench som Fru Fairfax
- Sally Hawkins som Fru Reed
- Holliday Grainger som Diana Rivers
- Tamzin Merchant som Mary Rivers
- Amelia Clarkson som Unge Jane
- Imogen Poots som Blanche Ingram
- Romy Settbon Moore som Adéle Varens